# Georg Unger Vetlesen
 (août 2025).
Georg Unger Vetlesen (31 janvier 1889 - 22 mars 1955) était un constructeur naval et philanthrope américano-norvégien.

## Biographie
Vetlesen est né à Oslo, en Norvège, fils d’un chirurgien norvégien bien connu. À l’âge de onze ans, il devient membre d’équipage sur un navire à destination de Copenhague. Il a obtenu des diplômes en architecture navale et en génie mécanique de l’Imperial Institute de Londres, puis a travaillé pour une entreprise de construction navale britannique. En 1913, Vetlesen émigre au Canada où il travaille comme mineur. En 1916, il émigre aux États-Unis et travaille dans l’industrie de la construction navale. 
Pendant la Seconde Guerre mondiale, Vetlesen a travaillé à la reconstruction de l’armée de l’air royale norvégienne. En 1943, il rejoint l’US Navy, en tant que commandant au quartier général des forces spéciales à Londres pour travailler avec la résistance norvégienne. Après la guerre, Vetlesen a dirigé la société américaine représentant la Norwegian America Line, et a été l’un des fondateurs et président du conseil d’administration de Scandinavian Airlines System.

## Vie personnelle
En 1932, Vetlesen épousa Maude Monell (1877-1958), veuve d’Ambrose Monell (1873-1921), l’ancien président de l’International Nickel Company, décédé en 1921. G. Unger Vetlesen meurt dans le comté de Queens, dans l’État de New York, le 22 mars 1955. 

## Fondation Vetlesen
G. Unger Vetlesen a créé la fondation qui porte son nom peu avant sa mort en 1955. En plus du prix Vetlesen, la fondation soutient les institutions d’excellence dans le domaine des sciences de la Terre. Le prix est décerné pour des réalisations scientifiques qui ont permis de mieux comprendre la Terre, son histoire ou ses relations avec l’univers. Le prix est décerné en moyenne une fois tous les deux ans si le jury sélectionne au moins un candidat méritant pendant cette période,.

## Articles Connexes
- Prix Vetlesen